# Balada romántica (poesía)
La balada romántica o balada lírica es una forma poética desarrollada especialmente por el movimiento romántico desde finales del siglo XVIII. El mayor empleo de esta forma se dio en el mundo anglosajón con autores como Walter Scott, William Wordsworth con sus Lyricall Ballads o Samuel Taylor Coleridge y en alemán con Goethe y Schiller. Un ejemplo más tardío de balada lírica es Balada de la Cárcel de Reading de 1897 de Oscar Wilde. La balada tuvo su origen en Italia y fue una forma poética popular, que se cantaba o bailaba en reuniones sociales o por gentes sencillas, está compuesta de varias estrofas y su estribillo se cantaba por una voz o en coro.

## Algunos aspectos generales
La balada ha sido considerada como una de las formas definitorias del romanticismo europeo. De hecho, es muy relevante el auge de modos líricos o epicolíricos que se designan de modo diferente en cada país; romances, baladas, lieder, cantos, lays y que guardan evidente afinidad entre sí.
La balada en español estuvo caracterizada, además de por su escaso desarrollo, por tener un tono lírico-narrativo, corta extensión y empleo frecuente del diálogo, al modo de los romances. Además se utilizaba para narrar sucesos legendarios, lo que distancia la balada del romance que se centra en sucesos épicos.
Estos poemas tienen importantes similitudes formales entre sí; a saber, corta extensión versos breves y frecuentes estribillos. Igualmente muestran una pretendida simplicidad formal que desea acercarlos a la ingenuidad de los cantares populares y un gusto muy marcado por un pasado legendario o histórico. Los poetas se esfuerzan por unir elementos líricos con otros narrativos en una estructura frecuentemente dialogada.
La aparición de la balada en la literatura española del siglo XIX es desde el principio un intento de aclimatación de un género poético extranjero y así lo confiesan Campoamor o Vicente Barrantes. Este último dice en las primeras páginas de su obra Baladas españolas que «el autor ha pedido a la literatura extranjera de prestado una fórmula y un género». Es Vicente Barrantes quien se ve obligado a definir la balada por ser uno de sus introductores en la poesía española. En esta definición recurre a Walter Scott como modelo sin olvidar a Goethe en cuyas baladas, dice, se mantiene más puro el espíritu popular de sencillez y más intacta la deuda con sus «orígenes medievales».
Pese a todo lo dicho la homogeneidad de la balada no fue demasiada. Señala José María de Cossio que prácticamente todos los poetas del final de siglo XIX se ven impelidos a escribir alguna composición con el título de balada sin estrictas características comunes. Igualmente el propio Barrantes tras teorizar extensamente sobre la balada en Europa, indica las diferencias entre franceses, alemanes e ingleses. Esta diferencia reside en el grado de dramatización y diálogo que tienen las baladas, siendo Byron (quien llama a las baladas, melodías) el paradigma de escasa dramatización y Delavigne los ejemplos de más radical dramatización. Tras su análisis Barrantes concluye que «resulta, pues, imposible señalar el verdadero carácter de la balada».